# Біркенвальд
Біркенва́льд (фр. Birkenwald) — колишній муніципалітет у Франції, у регіоні Гранд-Ест, департамент Нижній Рейн. Населення — 287 осіб (2011).
Муніципалітет був розташований на відстані близько 370 км на схід від Парижу, 31 км на захід від Страсбура.

## Історія
До 2015 року муніципалітет перебував у складі регіону Ельзас. Від 1 січня 2016 року належав до нового об'єднаного регіону Гранд-Ест.
1 січня 2016 року Біркенвальд, Алленвіллер, Саленталь i Сенгрист було об'єднано в новий муніципалітет Соммеро.

## Демографія
Динаміка населення (INSEE ):
Розподіл населення за віком та статтю (2006):
| Стать | Всього | До 15 років | 15-24 | 25-44 | 45-64 | 65-85 | Понад 85 |
| --- | ------ | ----------- | ----- | ----- | ----- | ----- | -------- |
| Чоловіки | 145    | 39          | 4     | 47    | 47    | 4     | 4        |
| Жінки | 142    | 16          | 19    | 36    | 47    | 20    | 4        |
| \| Статево-вікова піраміда \| Статево-вікова піраміда \| Статево-вікова піраміда \| \| ----------------------- \| ----------------------- \| ----------------------- \| \| Чоловіки \| Вік \| Жінки \| \| 4 \| 85 + \| 4 \| \| 0 \| 80-84 \| 4 \| \| 0 \| 75-79 \| 4 \| \| 0 \| 70-74 \| 4 \| \| 4 \| 65-69 \| 8 \| \| 8 \| 60-64 \| 8 \| \| 8 \| 55-59 \| 4 \| \| 12 \| 50-54 \| 8 \| \| 19 \| 45-49 \| 27 \| \| 19 \| 40-44 \| 8 \| \| 16 \| 35-39 \| 16 \| \| 0 \| 30-34 \| 8 \| \| 12 \| 25-29 \| 4 \| \| 0 \| 20-24 \| 0 \| \| 4 \| 15-20 \| 19 \| \| 31 \| 10-14 \| 12 \| \| 8 \| 5-9 \| 4 \| \| 0 \| 0-4 \| 0 \| |        |             |       |       |       |       |          |
| Статево-вікова піраміда |        |             |       |       |       |       |          |
| Чоловіки | Вік    | Жінки       |       |       |       |       |          |
| 4 | 85 +   | 4           |       |       |       |       |          |
| 0 | 80-84  | 4           |       |       |       |       |          |
| 0 | 75-79  | 4           |       |       |       |       |          |
| 0 | 70-74  | 4           |       |       |       |       |          |
| 4 | 65-69  | 8           |       |       |       |       |          |
| 8 | 60-64  | 8           |       |       |       |       |          |
| 8 | 55-59  | 4           |       |       |       |       |          |
| 12 | 50-54  | 8           |       |       |       |       |          |
| 19 | 45-49  | 27          |       |       |       |       |          |
| 19 | 40-44  | 8           |       |       |       |       |          |
| 16 | 35-39  | 16          |       |       |       |       |          |
| 0 | 30-34  | 8           |       |       |       |       |          |
| 12 | 25-29  | 4           |       |       |       |       |          |
| 0 | 20-24  | 0           |       |       |       |       |          |
| 4 | 15-20  | 19          |       |       |       |       |          |
| 31 | 10-14  | 12          |       |       |       |       |          |
| 8 | 5-9    | 4           |       |       |       |       |          |
| 0 | 0-4    | 0           |       |       |       |       |          |

## Економіка
2010 року серед 189 осіб працездатного віку (15—64 років) 149 були активними, 40 — неактивними (показник активності 78,8%, у 1999 році було 78,4%). З 149 активних мешканців працювали 142 особи (79 чоловіків та 63 жінки), безробітними було 7 (6 чоловіків та 1 жінка). Серед 40 неактивних 14 осіб було учнями чи студентами, 14 — пенсіонерами, 12 були неактивними з інших причин.

У 2010 році в муніципалітеті числилось 118 оподаткованих домогосподарств, у яких проживали 299,0 особи, медіана доходів виносила 19 954 євро на одного особоспоживача